# Sofiane Saidi
Sofiane Saidi, né le 12 mars 1973 à Sidi Bel Abbès en Algérie, est un auteur-compositeur-interprète algérien.

## Biographie
Sofiane Saidi est considéré comme le « Prince du Raï 2.0 ». Le chanteur a collaboré avec Naab, Natacha Atlas, Raïna Raï, Transglobal Underground, Acid Arab (La Hafla sur l'album Musique de France), Rachid Taha, Mazalda, Rodolphe Burger, Catherine Ringer, Ammar 808.

## Discographie
- 2015 : El Mordjane
- 2017 : El Ndjoum[2]
- 2023 : Mademoiselle